# Висуч
44°31′ пн. ш. 15°50′ сх. д. / 44.52° пн. ш. 15.83° сх. д.
Висуч (хорв. Visuć) — населений пункт у Хорватії, у Лицько-Сенській жупанії у складі громади Удбина.

## Населення
Населення за даними перепису 2011 року становило 69 осіб.
Динаміка чисельності населення поселення:

## Клімат
Середня річна температура становить 7,05 °C, середня максимальна – 20,93 °C, а середня мінімальна – -8,26 °C. Середня річна кількість опадів – 1309 мм.
| Клімат поселення                              | Клімат поселення | Клімат поселення | Клімат поселення | Клімат поселення | Клімат поселення | Клімат поселення | Клімат поселення | Клімат поселення | Клімат поселення | Клімат поселення | Клімат поселення | Клімат поселення | Клімат поселення |
| Показник                                      | Січ.             | Лют.             | Бер.             | Квіт.            | Трав.            | Черв.            | Лип.             | Серп.            | Вер.             | Жовт.            | Лист.            | Груд.            |                  |
| Середній максимум, °C                         | 4,88             | 5,56             | 8,41             | 12,31            | 17,32            | 20,66            | 20,93            | 20,59            | 16,70            | 12,39            | 7,38             | 3,58             |                  |
| Середня температура, °C                       | −1,69            | −1,02            | 1,84             | 5,73             | 10,74            | 14,09            | 16,50            | 16,13            | 12,26            | 7,95             | 2,93             | −0,86            |                  |
| Середній мінімум, °C                          | −8,26            | −7,58            | −4,74            | −0,83            | 4,18             | 7,52             | 12,05            | 11,69            | 7,82             | 3,50             | −1,52            | −5,31            |                  |
| Норма опадів, мм                              | 93               | 96               | 101              | 113              | 98               | 101              | 73               | 87               | 121              | 137              | 159              | 130              |                  |
| Середньомісячна швидкість вітру, м/с          | 2.42             | 2.56             | 2.72             | 2.63             | 2.42             | 2.14             | 2.08             | 1.98             | 2.16             | 2.34             | 2.58             | 2.70             |                  |
| Середньомісячна сонячна радіація, кДж/м²·день | 4797             | 7462             | 10922            | 15315            | 19294            | 21359            | 22942            | 19924            | 14880            | 9657             | 5271             | 4014             |                  |
| --------------------------------------------- | ---------------- | ---------------- | ---------------- | ---------------- | ---------------- | ---------------- | ---------------- | ---------------- | ---------------- | ---------------- | ---------------- | ---------------- | ---------------- |
| Джерело:                                      |                  |                  |                  |                  |                  |                  |                  |                  |                  |                  |                  |                  |                  |